# デンカエラストリューション
デンカエラストリューション株式会社（英語: Denka Elastlution Co., Ltd.）は、群馬県高崎市小八木町に本社を置く企業。工業用ゴム製品の製造、加工および販売を事業内容とする。日本ゴム精練工業会 (JPMA) 正会員。

## 歴史
1963年（昭和38年）8月8日、高崎市において地元資本およびデンカ（当時・電気化学工業）の共同で「クロロプレン工業株式会社」として設立。1989年（平成元年）、社名を「シー・アール・ケイ株式会社」に変更した。当時の社名はクロロプレンゴム (CR) に由来している。2018年（平成30年）にはデンカの完全子会社となり、2019年（平成31年） に現社名へと変更した。現社名にはデンカとの協調推進と、エラストマー素材を用いたソリューションの提供といった意味が込められている。